# Andromacha (dramat Eurypidesa)
Andromacha – tragedia grecka napisana  przez Eurypidesa w V wieku p.n.e. Jest to jedno z 18 jego zachowanych do dzisiaj dzieł. Fabuła koncentruje się wokół losów Andromachy po upadku Troi.